# Vallenfyre
Vallenfyre est un supergroupe de death metal britannique, originaire d'Halifax, dans le West Yorkshire. Il est formé en 2010 par le guitariste et compositeur principal de Paradise Lost, Gregor Mackintosh.

## Biographie
Après la mort de son père d'un cancer en décembre 2009, Gregor Mackintosh décide de former, avec Mully, Hamish Hamilton Glencross (My Dying Bride), Scoot (Doom) et le suédois Adrian Erlandsson (Paradise Lost, At the Gates), un groupe dans l'esprit de ceux qu'ils écoutaient dans leur jeunesse tels que Hellhammer, Celtic Frost, Autopsy, Antisect, Discharge, Nihilist, Napalm Death, Bathory ou Conflict.
A Fragile King, un premier album produit par Mackintosh, sort en 2011. En promotion de cet album, le groupe donne une poignée de concerts, principalement en festivals (Brutal Assault, Party San, Summer Breeze Open Air, Neurotic Deathfest) en 2012 et 2013. Le deuxième album, produit par le guitariste de Converge Kurt Ballou sort en 2014. A l'automne le groupe tourne en Europe, d'abord en ouvrant pour Bolt Thrower puis en tête d'affiche (octobre 2014 et début 2015). En mars/avril 2015 il participe à la tournée américaine Decibel Magazine Tour en compagnie de At the Gates, Pallbearer et Converge. Depuis, le groupe n'apparait qu'à quelques festivals comme le Maryland Deathfest, le Graspop Metal Meeting, le Hellfest, ou le 70000 tons of Metal.
En janvier 2017, le groupe annonce la sortie de son nouvel album, Fear Those Who Fear Him, pour l'été.

## Membres

### Membres actuels
- Gregor Mackintosh - chant, guitare (depuis 2010)
- Hamish Hamilton Glencross - guitare (depuis 2010), basse (depuis 2017)
- Waltteri Väyrynen - batterie (depuis 2017)

### Anciens membres
- Mully - guitare (2010-2013)
- Adrian Erlandsson - batterie (2010-2015)
- Scoot - basse (depuis 2010-2017)

### Musiciens live
- Sam Wallace - basse (2013), guitare (depuis 2014)
- Chris Casket (Extreme Noise Terror) - basse (depuis 2016)
- Alejandro Coredor - basse (2015)

## Discographie

### Albums studio
- 2011 : A Fragile King
- 2014 : Splinters
- 2017 : Fear Those Who Fear Him

### EP
- 2011 : Desecration
- 2015 : The Last of Our Kind